# Boldyna
Boldyna – organiczny związek chemiczny zaliczany do alkaloidów izochinolinowych typu aporfiny. Jest głównym alkaloidem w liściach drzewa Peumus boldus; została też zidentyfikowana w korzeniach Lindera aggregata, bulwach Illigera grandiflora, korze Beilschmiedia maingayi i wielu innych roślinach. Należy do najsilniejszych naturalnych antyoksydantów. Wykazuje działanie żółciotwórcze i żółciopędne, w związku z czym bywa stosowana w leczeniu zapalenia dróg żółciowych oraz kamicy żółciowej.